# Quarenta (futebolista)
Luís Gonzaga Lebrego (Cambuci, na então Província Ultramarina de Cabo Verde, 17 de setembro de 1910 — Belém, 28 de março de 1984), mais conhecido como Quarenta, foi um futebolista luso-brasileiro que jogava como atacante. Grande artilheiro da década de 1920 à década de 1940, conquistou dez campeonatos paraenses, apenas dois menos que os doze do maior campeão estadual do Brasil, o segundo Quarentinha, cujo apelido era homenagem ao próprio Quarenta.
Todos os dez títulos foram pelo Paysandu, fazendo de Quarenta o terceiro maior campeão pelo clube, superado pelos onze títulos (entre estaduais, regionais e nacionais) de Zé Augusto e pelos doze do mencionado Quarentinha, com o qual não tinha parentesco.
No resto do país, Quarenta é recordado como pai do primeiro Quarentinha, o mais famoso nacionalmente, por ter jogado na Seleção Brasileira e ainda ser o maior artilheiro do Botafogo. Já Quarenta é o terceiro maior artilheiro do Paysandu, com 208 gols, e também o terceiro maior artilheiro do clássico Re-Pa, com 28. Chegou a ser apelidado de El Tigre  como comparação ao artilheiro Arthur Friedenreich, que também possuía essa alcunha. Quem testemunhou pai e filho jogarem afirma que o botafoguense teria técnica inferior à do pai.

## Carreira em clubes

### Início em tricampeonato do Paysandu
Quarenta nasceu em uma colônia portuguesa, vindo órfão de pai e mãe, ainda na infância, ao Brasil. Em 1959, uma reportagem do Jornal dos Sports sobre seu filho Quarentinha detalhou, a respeito da origem familiar, que seu pai "Luís Lebrego (...) não é brasileiro, é de Cabo Verde. Desembarcou no Pará com 6 anos". O local de nascimento de Quarenta, entre o século XV e o ano de 1975, foi uma província portuguesa, similarmente à Ilha da Madeira, de modo que Quarenta era considerado português; com efeito, tal informação da origem paterna faria Quarentinha ser sondado em 1963 pelo Sporting e para defender a seleção de Portugal, pois teria direito à mesma cidadania portuguesa do pai.
Criado no Asilo Dom Macedo Costa, Quarenta começou a jogar futebol como aluno de internato do Instituto Lauro Sodré, onde seu número de inscrição era 40 - daí seu apelido. Em grande coincidência, o filho Quarentinha, similarmente, viria a ser o de número 40 na ordem de chamada escolar, reforçando para si o uso natural do apelido. Na mesma nota de 1959 do Jornal dos Sports, o próprio filho comentou: "papai foi 'Luís Lebrego' enquanto não entrou para o Colégio Lauro Sodré. Foi entrar e perder a identidade. Daí em diante, passou a ser mais número do que nome"; e que herdou o apelido dele, com certo contragosto inicial ("chato é. Mas acostuma-se. Que se há de fazer?"), também porque, dentre seus diversos irmãos, "me achavam mais o mais parecido com o 'velho'. No físico e jogando".
Por coincidência, já existiam ligações indiretas dos Lebrego com o Paysandu: o político paraense Lauro Sodré homenageado no nome do internato era pai de Benjamin "Mimi" Sodré, ídolo de Botafogo, Paysandu e com jogos pela Seleção Brasileira. Os dois Sodré tinham parentesco também com Leônidas Sodré de Castro, precisamente o dirigente homenageado com o nome oficial do estádio da Curuzu; Josefina Sodré de Castro, mãe de Leônidas, era tia de Lauro, de modo que estes eram primos em primeiro grau. Leônidas e Benjamin, por sua vez, estiveram na mesma gestão do Paysandu, respectivamente como primeiro secretário e presidente da diretoria, em 1921. Em 1930, o clube, já sob presidência do próprio Leônidas, adquiriu o referido estádio, sendo esta a razão da escolha do nome oficial. O prédio do internato Lauro Sodré, por sua vez, atualmente abriga a sede do Tribunal de Justiça do Estado do Pará.
Quarenta foi levado ao Paysandu por intermédio do médico Ophir Loyola, dirigente do clube e que trabalhava no próprio Instituto Lauro Sodré, vindo a dar nome a um hospital de referência em oncologia, nefrologia, neurologia e transplante. A primeira oportunidade no time adulto veio quando o atacante ainda tinha 17 anos, em 1927, logo agradando, após a indisponibilidade do concorrente Gengibre. Quarenta despontou a partir do ano seguinte, participando desde o início do título estadual de 1928, marcando nas três primeiras rodadas e destacando-se desde ali no Re-Pa: foram três clássicos pelo campeonato e marcou em todos. No segundo deles, marcou duas vezes em vitória por 4–2; o segundo gol foi o quarto do clube e os rivais, insatisfeitos com um suposto impedimento, deixaram o campo. Essa vitória igualou ambos na liderança junto ao União Esportiva, forçando um triangular em turno único, realizado já em janeiro de 1929. No clássico dessa fase, Quarenta abriu o placar em vitória de 5–0 sobre os azulinos. O União também foi goleado, por 4–1. Quarenta foi o artilheiro dos campeões, com seis gols em sete partidas.
Em meio à campanha, ele estreou na seleção paraense, em 12 de outubro de 1928, marcando o primeiro gol de vitória por 3–0 sobre a seleção cearense pelo Campeonato Brasileiro de Seleções Estaduais e em alguns amistosos. Ele firmou-se como craque no estadual de 1929, que representou um terceiro título seguido para o clube. A conquista foi invicta. Na primeira rodada, marcou três vezes em vitória por 13–1 sobre o Luso Brasileiro. Ao todo, foram nove gols em sete partidas, incluindo dois em vitória por 4–0 no Re-Pa. Naquele ano, Quarenta chegou a marcar quatro vezes em um só jogo pela seleção paraense, na vitória de 5–2 sobre a rival seleção amazonense, pelo campeonato brasileiro. Também conquistou o Torneio Início.
Quarenta e o clube voltaram a ser campeões no campeonato de 1931, disputado por apenas quatro clubes. Quarenta marcou três vezes nas quatro rodadas do certame - um dos gols abriu vitória por 3–0 sobre o rival. Outras equipes haviam se retirado da disputa, causando uma cisão no futebol paraense, com Remo e Paysandu permanecendo na federação oficial. Em paralelo, ele chegou a marcar sete vezes na vitória por 12–2 da seleção paraense sobre a maranhense e outros dois em 6–1 sobre a amazonense no campeonato brasileiro. 
Já no Estadual, Remo e a Tuna também viriam a desfiliar-se e a cisão permaneceu no ano seguinte, na maior crise política do futebol estadual, com os dirigentes azulinos fazendo oposição ao novo presidente da Federação, o ex-dirigente alviazul Ophir Loyola, que chegou a licenciar-se e depois renunciar. O impasse envolveu até mesmo o interventor Magalhães Barata e a justiça comum, que deferiu sequestro e imissão na posse de documentos da federação que estavam em poder de membros que renunciaram - chegou a haver tentativa de arrombamento no prédio da federação e proibição de jogos por ordem policial em função de episódios de violência.  O estadual de 1932 foi disputado ainda assim, com apenas duas partidas para o Paysandu: vitórias por 11–0 (com três gols de Quarenta) no Recreativa e por 16–0 o Guarany. Em dezembro daquele ano, a cisão foi superada com a criação de uma nova federação.

### Vasco, São Paulo e retorno

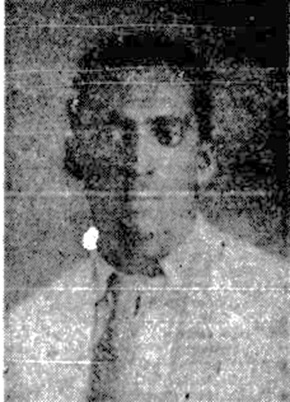
Quarenta retratado em 1936.

Em meio a essa crise, Quarenta ainda foi campeão em 1933 do Torneio Início, marcando o gol do título sobre o time do Brazil. Mas foi jogar no sudeste, embarcando em 9 de maio de 1933 à então capital brasileira para defender o Vasco da Gama. No Torneio Rio-São Paulo daquele ano, marcou um dos gols em goleada de 4–0 sobre o Santos. O ano de 1933 marcou o início do profissionalismo oficial no campeonato carioca, onde Quarenta chegou a marcar um gol em clássico contra o Flamengo, em derrota de 2–1, empatando momentaneamente a partida ao aproveitar com oportunismo a queda acidental de um adversário; o lance foi já no fim da partida, mas a "meio minuto do final" os rubro-negros conseguiram o gol da vitória.
Na competição, também marcou o terceiro gol ("calmamente", aos 18 minutos do segundo tempo) de triunfo por 3–0 sobre o Bangu, o campeão carioca daquele ano; Pelo Torneio Rio-São Paulo de 1933, destacou-se em especial pelo gol sobre o São Bento de São Paulo, em chute "indefensável" na vitória de 2–0.
No Vasco, era referido como "Quarenta II", por já haver na equipe outro jogador apelidado de Quarenta, um goleiro reserva. Uma contusão, porém, impediu que o atacante atuasse mais vezes como vascaíno; o Jornal dos Sports, em setembro, relatou que "Quarenta, que vinha comandando o quinteto atacante com grande acerto, ressentiu um músculo anteriormente distendido, e eis que uma interrogação veio pairar sobre a sua presença no encontro de amanhã". Foi noticiado em janeiro de 1934 uma primeira volta ao Pará; o gol sobre o Bangu, ainda em 27 de agosto de 1933, terminaria por ser o último de Quarenta pela equipe carioca.
Ainda pertencendo ao Vasco, na segunda quinzena de maio de 1934 o atacante foi negociado com o São Paulo, por empréstimo ao então time da Floresta, sem deixar de pertencer ao Vasco. Contudo, já na primeira semana de junho de 1934 ele, sob autorização do Vasco, voltou a Belém, para o que seria uma viagem a passeio. Entre a segunda quinzena de maio e a primeira semana de junho, o São Paulo realizou duas partidas, ambas sem Quarenta em campo - vitória no clássico com o Santos, por 3–0, na Floresta, em 27 de maio; e derrota de 2–0 no clássico com o então Palestra Itália, em 3 de junho, no Parque Antarctica, com Arthur Friedenreich presente. Quarenta fora apelidado de El Tigre em função dele, chegando a difundir-se versão de que contra o Palestra o paraense teria até sofrido lesão do adversário Junqueira.
Uma vez novamente na terra natal, Quarenta preferiu nela permanecer - a despeito da Confederação Brasileira de Desportos, em resposta a ofício da federação paraense, ressalvar que o jogador não estaria autorizado a disputar um certame amador pelas regras vigentes da própria federação. Em 1959, o filho Quarentinha comentou: "água no joelho era fogo! Coitado do 'velho', o recurso foi parar", embora a volta a Belém acabasse se mostrando, nas palavras do filho, um "remédio". Com sua volta ao Pará vindo a se consumar, Quarenta foi inicialmente sondado pela Tuna Luso, mas recusou, optando por regressar ao Paysandu.
Quarenta voltou ao Pará a tempo de disputar desde o início o campeonato paraense daquele ano de 1934. O Paysandu foi campeão, conquista celebrada de modo especial por marcar a décima vez que o time vencia o torneio e os vinte anos de existência do clube. O título veio após uma série melhor-de-três com a Tuna. Após uma vitória para cada lado, o Paysandu venceu por 2–1 na terceira partida, com Quarenta marcando o segundo gol. Ainda naquele ano, já após o campeonato, Quarenta marcou duas vezes em vitória de 3–0 em Re-Pa que, a despeito d de ser um amistoso beneficente, ficou marcado por grossa pancadaria a vinte minutos do fim da partida.
Não houve campeonato em 1935 - em amistosos, Quarenta marcou três vezes em Re-Pas, incluindo dois em vitória por 4–0, além de se destacar, em excursão do Paysandu, contra equipes do Nordeste - duas vezes cada em 4–0 sobre o Santa Cruz, em 6–2 no Náutico e em  5–1 na seleção cearense; um gol cada em 3–3 com o Sport e em 3–3 em outro duelo contra a seleção cearense; e por cinco gols em um só jogo, em 7–3 sobre o Botafogo de Salvador, até então o segundo maior vencedor do campeonato baiano e campeão desse certame naquela temporada.
Já o o estadual de 1936 foi ganho pelo Remo; Em paralelo, Quarenta voltou a defender em 1936 a seleção paraense, que não jogou entre 1931 e 1935; reestreou com um gol em vitória por 7–0 sobre a maranhense em 14 de abril de 1936 pelo Campeonato Brasileiro de Seleções Estaduais. No jogo seguinte, fez seis gols em triunfo de 9–0 sobre a piauiense e outro no triunfo de 2–1 sobre a pernambucana no Recife. Acabou artilheiro do campeonato naquela edição. A seleção paraense foi retomada em 1938, ano em que Quarenta marcou três vezes em 7–0 sobre a rival amazonense pelo campeonato brasileiro, com o Pará sagrando-se mais uma vez simbolicamente como campeão do norte.
O Estadual de 1937 foi ganho pela primeira vez pela Tuna, após decisão em partida única contra o Paysandu. Quarenta fez o gol alviazul na derrota de 2–1. Esse outro rival foi bicampeão em 1938, ano em que o Re-Pa chegou à sua centésima edição, ocasião em que o Paysandu desfrutava de 38 vitórias contra 35 derrotas. Naquele ano, Quarenta chegou a marcar um dos gols de vitória por 3–2 em clássico amistoso realizado pelo festival azulino no estádio rival.

### Quarenta no Esquadrão de Aço

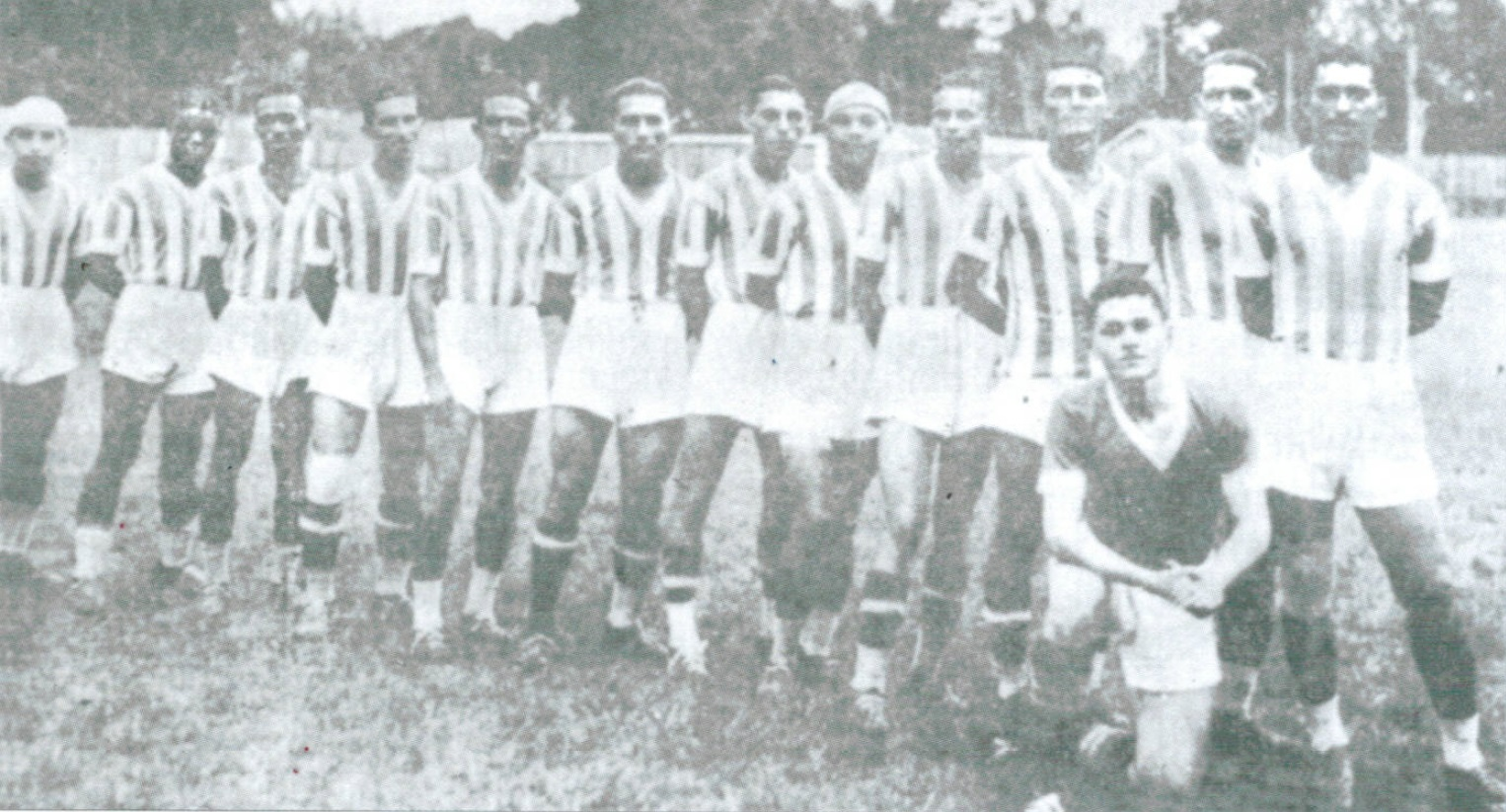
Jogador mais à direita no Paysandu campeão paraense de 1939.

Em amistoso no início de 1939, o Remo aplicou sua maior goleada sobre o Paysandu, em 7–2 no qual Quarenta não jogou. A despeito disso, o Paysandu voltou a ser campeão naquele ano, por intermédio do elenco conhecido como "Esquadrão de Aço", responsável por goleadas como 6–1 no Júlio César, 6–3 no Remo (Quarenta marcou), 8–0 no Marco, 4–1 no Transviário, 5–0 no União Esportiva (com outro gol de Quarenta). Quarenta marcou cinco vezes em dez partidas, ao passo que o time conseguiu média de quatro gols por jogo no  campeonato.
No início do ano seguinte, o clube obteve o simbólico título de "campeão da Amazônia" após vitoriosa excursão a Manaus. Após dez dias de viagem fluvial, entrou em campo quatro horas após desembarcar e venceu por 3–2 o combinado General Osório/União Esportiva, com Quarenta marcando o primeiro dos paraenses. Quatro dias depois, ele marcou outro em triunfo de 4–2 sobre o campeão estadual, o Nacional, a despeito de dois colegas (Imar e Cláudio) serem fraturados pelos oponentes. O Paysandu realizou uma terceira partida, empatando em 2–2 com o Olímpico, mas a violência amazonense o fez desistir de outros dois jogos programados.
Em dezembro de 1940, Quarenta marcou um dos gols em vitória de 10–0 da seleção paraense sobre a maranhense pelo Campeonato Brasileiro de Seleções Estaduais, além de outros três em outro jogo contra o oponente, em vitória do Paysandu por 4–3. Em 1941, o primeiro grande momento veio na ocasião em que o Paysandu derrotou na mesma tarde, por 4–0, tanto o Remo com a Tuna, em festival beneficente realizado em 27 de abril. Quarenta marcou um dos gols nos azulinos e dois nos tunantes. No mesmo ano veio pela seleção paraense novo título de campeão do norte, com Quarenta marcando três na vitória por 4–1 sobre a seleção amazonense. Adiante, fez os dois gols na vitória por 2–1 sobre a paranaense, no estádio do Pacaembu, mesmo com o Pará atuando com dez em campo após a fratura do jogador Orlando Brito quando ainda não se permitiram substituições. Essa é considerada a partida mais gloriosa da seleção paraense, que depois perdeu de 3–2 para a gaúcha.  Ainda pela seleção, Quarenta também esteve em vitória amistosa de 3–0 sobre o clube pernambucano Santa Cruz, já em janeiro de 1942.
Após Remo e Tuna vencerem os estaduais de 1940 e 1941, o Paysandu, que em 1942 já havia vencido com gols de Quarenta um Re-Pa amistoso no estádio rival por 2–1 e outro por 4–2 ainda válido pelo campeonato de 1941, voltou a ser campeão, e com 100% de aproveitamento, ao passo que o Remo fez a pior de sua história, em último. No Re-Pa, Quarenta marcou um dos gols em vitória por 5–0, marcando também no clássico com a Tuna, derrotada por 6–2, um deles um recordado gol de bicicleta. Em paralelo, Quarenta destacou-se em alguns Re-Pas amistosos, como uma vitória por 3–1 no estádio rival pela Taça da Associação dos Cronistas Esportivos do Pará. A energia elétrica foi cortada e houve pancadaria. Em outro amistoso lá, Quarenta marcou em empate em 3–3 pela Taça Dr. Malcher.
O título de 1942 foi o primeiro de cinco títulos seguidos do clube no torneio, até hoje a maior série estadual do Paysandu. Na campanha de 1943, Quarenta marcou duas vezes em vitória por 4–0 no Re-Pa (placar assegurado a despeito do árbitro, em decisão incomum, autorizar no intervalo a volta do remista Vavá, que havia sido expulso), um deles de bicicleta, com o clube derrotando o maior rival outras duas vezes no caminho, por 4–2 e 2–0. Foram sete vitórias em nove jogos. Em Re-Pas amistosos, Quarenta fez um dos gols de duas vitória por 2–1 e também participou de goleada de 7–1. Pela seleção paraense, fez um dos gols em vitória de 3–0 sobre a amazonense pelo campeonato brasileiro.
O título estadual de 1944 foi o 14º do Paysandu, que assim ultrapassou pela primeira vez o Remo, que tinha treze. Quarenta marcou cinco vezes: os dois em empate em 4–4 no clássico com a Tuna e os três de vitória por 3–2 sobre o Transviário, participando também de vitória por 4–2 em um Re-Pa. Naquele ano, Quarenta também fez sua última partida pela seleção paraense, em vitória por 4–1 sobre a cearense pelo campeonato brasileiro. Ele também foi campeão do Torneio Início.
Em 1945, o profissionalismo foi oficialmente implantado no futebol paraense. Quarenta jogou somente na estreia, marcando um gol na vitória por 7–3 sobre o Júlio César. Curiosamente, a partida seguinte foi precisamente a maior goleada dos Re-Pas, o 7–0 sobre o Remo. Os registros de artilharias do certame, todavia, só começariam a ser feitos a partir da edição de 1947 (sendo, na ocasião, de Hélio), não tendo sido disputado em 1946.
Em 1975, contextualizou o futebol do seu tempo, recordando que "os treinos se realizavam duas vezes por semana, praticando-se mais a ginástica sueca, os exerícios físicos parados, bem ao contrário do que se adota hoje em dia", fazendo por conta própria ("no passado, de medicina esportiva nem se falava. Havia o improviso e precisamente aí estava a beleza do jogo") exercícios similares ao teste de Cooper - vestindo uniforme, meiões e chuteiras para correr "da Curuzu até o Entroncamento", algo que favorecia seu condicionamento físico para os jogos. Também relembrou que "naquela época, de quando em quando, surgiam goleadas; hoje, um minúsculo 1–0 parace uma grande vitória. Antigamente, o jogador carecia de certas obrigações exigidas aos profissionais, se bem que fosse um tempo mais descontraído, permitindo-se até a boemia aos craques. Hoje, há muito dedo-duro por aí que se preocupa mais com o adversário do que com a sua equipe (...) Um Remo x Paysandu nunca foi brincadeira. Quem já vestiu a camisa de qualquer um dos clubes sabe disso e os atletas de hoje conhecem essa responsabilidade quando há partidas Re-Pa, em qualquer modalidade esportiva. Vencer é a única meta e as derrotas doem na alma, enquanto as vitórias levam a gente a satisfações inesquecíveis, por mais que o tempo passe".

## Além do futebol

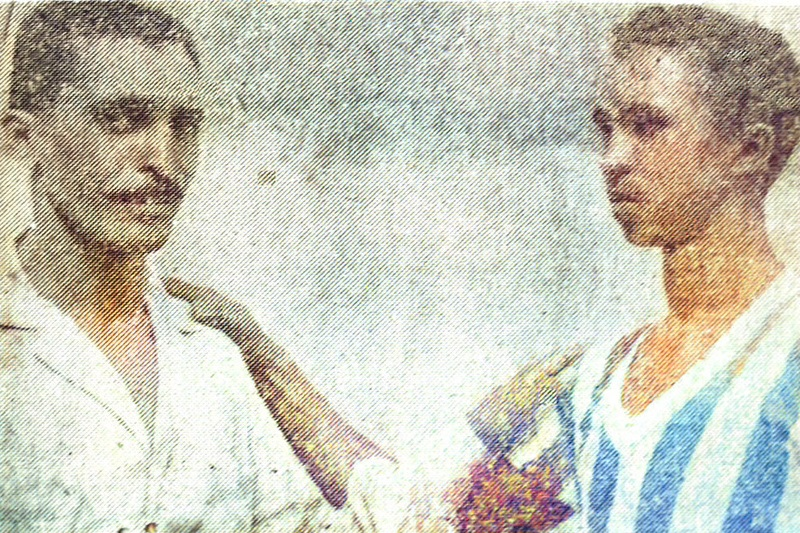
Quarenta com o filho Quarentinha quando este ainda defendia o Paysandu, no início da década de 1950.

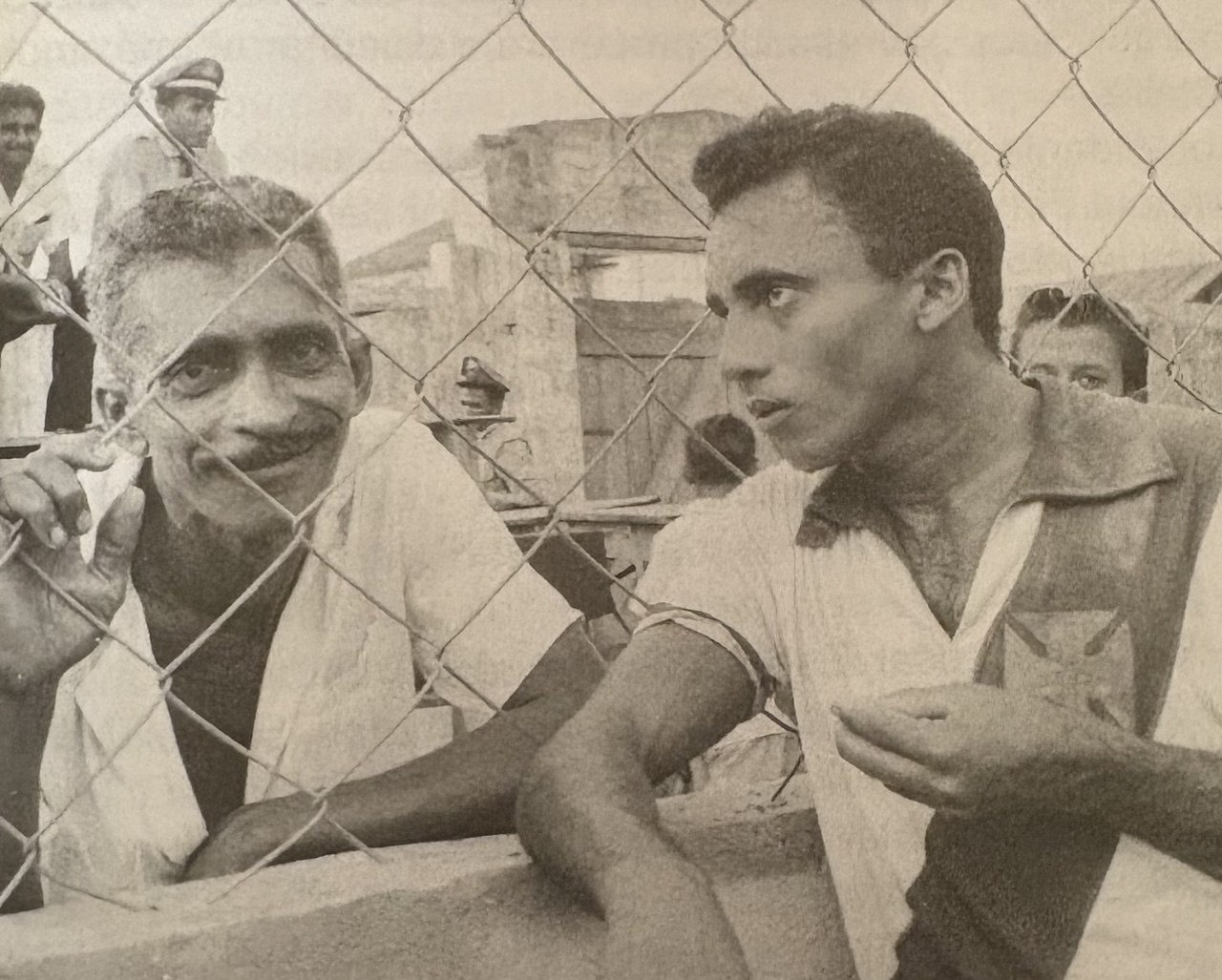
Quarenta com outro dos seus vinte filhos, Walmir, quando este defendia a Tuna Luso, no início da década de 1960.

Quarenta teve uma juventude dura, como órfão cedo de pai e mãe e educado sob sistema severo de ensino, quase militar, do Instituto Lauro Sodré, assimilando tais práticas para educar os próprios filhos. Casou-se em 1931 com Myrthes Lopes da Silva, então com 13 anos de idade, precocidade socialmente aceita na época, e enviuvou dela quando Myrthes ainda possuía 24 anos.
Com a primeira esposa, teve numerosos filhos - o primeiro, Walter, nasceu no próprio ano de 1931. Waldir, o futuro Quarentinha, foi o segundo, em 1933, e em 1935, enquanto Quarenta estava em São Luís do Maranhão em excursão com o Paysandu, nasceu Walmir. Segundo Quarentinha, era ideia da mãe que todos os filhos homens tivessem nomes iniciados em W. Com Myrthes, Quarenta teve também Walfrido, Nadir (a única mulher), Wagner e Walquir, além de Luiz Filho, falecido prematuramente. Sua rigidez chega a incluir críticas e palmadas até mesmo publicamente, quando entendia que Quarentinha não se saía bem em treinos e jogos no Paysandu. Também teria repreendido fisicamente o filho Walmir quando este juntou-se ao rival Remo, pelo qual torcia.
A maioria desses filhos também tentou o futebol; em 1959, Quarentinha, já consagrado, além de mencionar Walmir no Remo, também contou que Walter estava no Bonsucesso, que curiosamente contava também com o irmão de Nilton Santos, Nilson Santos; e que Wagner estava no Paysandu. Walquir teria defendido o Sport Belém, ao passo que outro dos filhos, conhecido somente pelo sobrenome Lebrego, esteve já em 1973 no Sporting do Pará.
Após perder Myrthes, Quarenta casou-se com outra adolescente, Irene, que teria entre 13 e 14 anos. Com ela, teve nova quantidade numerosa de filhos, dentre os quais Maria de Fátima e Maurício. Quarenta possuía largo terreno que se alongava da Travessa da Curuzu (em seu número 1.118) à de Antônio Baena, a poucas quadras dos estádios da dupla Re-Pa. Mas a quantidade numerosa gerava necessidades que chegaram a fazer Quarentinha (nascido naquela casa), antes da fama, ter somente duas roupas próprias e precisar residir com os avós maternos.
Depois que parou de jogar, Quarenta pôde ter uma vida sustentada com o ofício de marceneiro que aprendera ainda como aluno do Instituto Lauro Sodré, ofício que teria inclusive permitido educação da filha Nadir no Colégio Santa Catarina de Sena em troca de serviços de marcenaria. Segundo depoimento dado pelo filho Quarentinha ao Jornal dos Sports em 1959, Quarenta eventualmente tornou-se chefe de carpintaria da base naval de Belém, sendo àquela altura "veterano", mas ainda "parece que tem 20 anos!". Com efeito, no ano seguinte, foi aplaudido pelo desempenho em jogo de veteranos na Curuzu, em ocasião festiva em que o clube inaugurava sua Casa do Atleta.
Quarenta teve cerca de duas dezenas de filhos entre homens e mulheres dentre os concebidos em seus casamentos, com estes não descartando terem irmãos que desconhecem, frutos de aventuras extraconjugais de um pai mulherengo. Por ocasião de excursão do Botafogo a Belém no início daquele mesmo ano de 1959, fora noticiado na edição de 20 de fevereiro do Diario de Noticias que "o antigo jogador paraense Quarenta, pai do atacante botafoguense Quarentinha, ofereceu, em sua residência, uma feijoada à delegação alvinegra, tendo comparecido todos os jogadores, técnico e dirigentes. Na ocasião, todos ficaram conhecendo os vinte irmãos de Quarentinha, entre os quais o mais moço, de um ano apenas, que ainda não tinha sido visto pelo referido jogador do Botafogo". A presença de muitos vencedores da Copa do Mundo FIFA de 1958 rendeu curiosas anedotas, desde a família chegar a cobrar ingressos para os interessados em avistar os craques  à desautorização de Quarenta para que sua filha Nadir fosse cortejada por Zagallo.
O modo duro de educar a prole teria se refletido no comportamento extremamente introvertido de Quarentinha, famoso por sequer comemorar os próprios gols por "apenas estar fazendo o próprio trabalho". Apesar disto, ele e seu filho mais ilustre declaravam publicamente orgulho um do outro. Quarenta também viria a apoiar seu outro filho de relativo sucesso, Walmir, quando esteve defendia o outro rival, a Tuna Luso - havendo registro fotográfico de Walmir, como tunante, trocar observações com o pai através do alambrado. Walmir, por este clube, foi duas vezes artilheiro do campeonato paraense, em 1961 e em 1962, voltando ao Remo para ser então campeão no de 1964.
Em meados da década de 1950 o Paysandu formou outro Quarentinha, sem parentesco com os Lebrego, e apelidado em referência ao "velho Quarenta". Ele chegou a conviver com Walmir nas categorias de base do clube, a ponto de ser conhecido como "Quarentinha II" enquanto Walmir, inicialmente também apelidado com o número tal qual o irmão, era "Quarentinha I". Foi justamente o novo Quarentinha quem superaria Quarenta como maior campeão estadual do clube e do país, com doze títulos paraenses. Sobre ele, Quarenta afirmaria em 1975 que "alcançou uma fase bem melhor do futebol, o futebol moderno, atual e obteve a sorte de ter Gentil Cardoso como mentor e que lhe deu as diretrizes para que soubesse aproveitar as suas qualidades. Alcançou o clube em fase estruturada administrativamente e soube recompensar, retribuindo à agremiação todo o seu futebol".
Quarenta esteve com outros veteranos na festa de inauguração do Mangueirão, em 1978. Faleceu em Belém em 28 de março de 1984, aos 74 anos, após quatro dias internado. Havia sofrido a perda recente de outros dois filhos - Walfrido, atropelado no início daquele mesmo mês, e Luiz Otávio, falecido em 1977 ainda aos vinte anos de idade. O caixão de Quarenta esteve coberto com a bandeira do Paysandu, representado pelo presidente no funeral.
Sua neta Myrthes Maria, filha de Quarentinha e nomeada em imagem à avó que havia sido a primeira esposa de Quarenta, pudera conviver com ele um pouco antes do falecimento, descrevendo uma imagem distinta em depoimento para a biografia do pai: "meu avô tinha toda essa fama de durão. Mas, se com os filhos ele foi muito severo, comigo, na velhice, não era mais. O tempo deve ter tratado de mudar aquele coração que tinha sido tão duro".

## Títulos
Paysandu
- Campeonato Paraense: 1928, 1929, 1931, 1932, 1934, 1939, 1942, 1943, 1944 e 1945

Individual
- Artilharia do Campeonato Brasileiro de Seleções Estaduais: 1931 (9 gols)[105]